# Marianne Philips
Marianne Philips (n. 18 martie 1886, Amsterdam, Țările de Jos – d. 13 mai 1951, Naarden, Olanda de Nord, Țările de Jos) a fost o scriitoare neerlandeză.

## Viața și activitatea

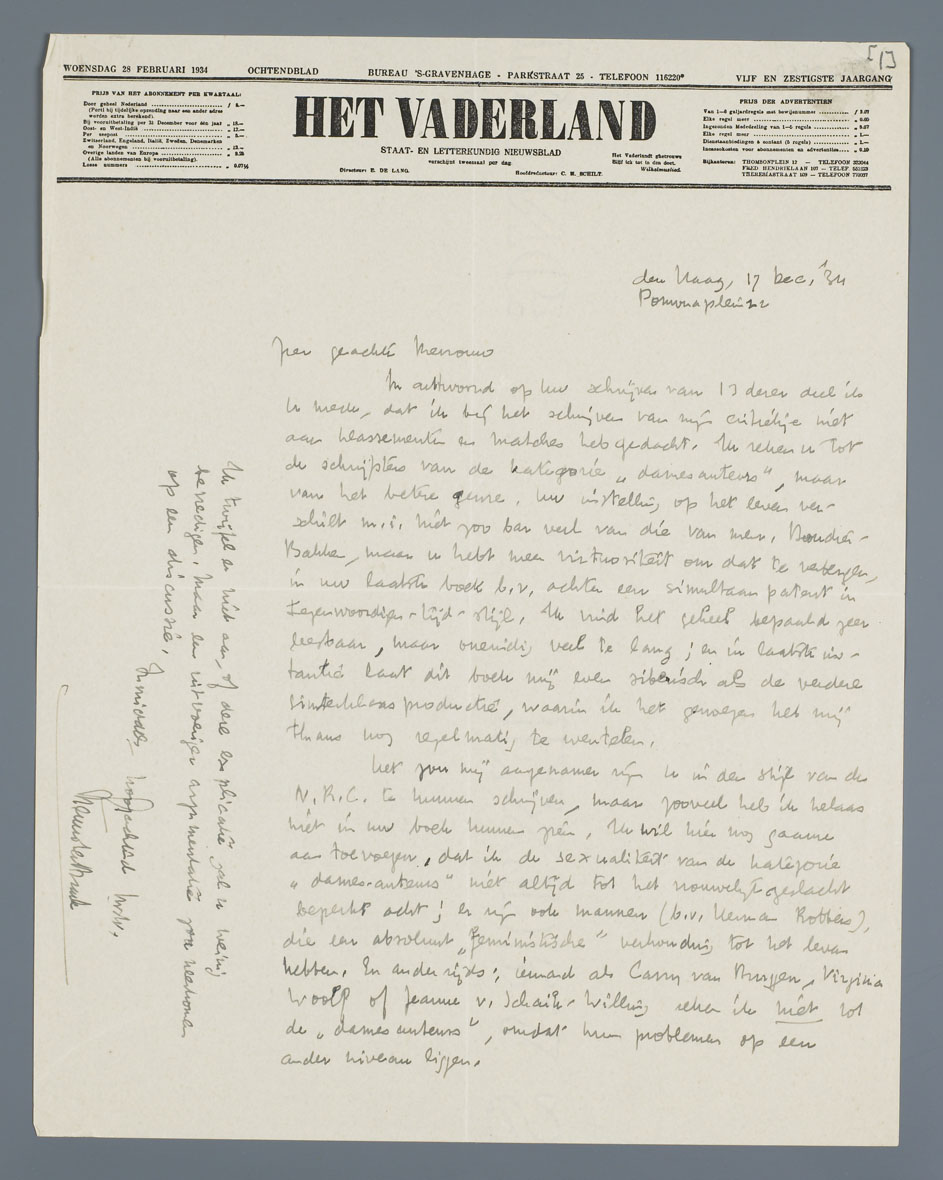
Scrisoare a lui Menno ter Braak către Marianne Philips (17 decembrie 1934)

Philips a debutat ca scriitoare de romane relativ târziu, în 1929, cu De wonderbare genezing, o carte despre o funcționară singură, care este bolnavă de tuberculoză și ține un jurnal. În anul 1950 nuvela sa „De Zaak Beukenoot”, un atac literar la adresa nedreptății sociale promovate de jurisprudența neerlandeză, a fost votată cartea cadou a anului. Philips a fost o membră și propagandistă activă a Partidului Social-Democrat (SDAP), afirmând că a manifestat adesea un mare interes pentru aspectele sociale și etice în activitatea sa. Ea a fost aleasă consilier municipal din partea SDAP la Bussum în 1919, fiind una dintre primele femei care au ocupat o astfel de funcție
Tema principală a romanelor și nuvelelor sale psihologice este adesea procesul de maturizare și de căutare a identității de către o persoană tânără ce provenea dintr-o familie marcată de dizarmonie. În timpul celui de-al Doilea Război Mondial Philips și soțul ei au trebuit să se ascundă, deoarece, având origine evreiască, au primit citația de a se prezenta la sediul autorităților pentru a fi deportați în lagărul de concentrare de la Vught. Ei au mers mai întâi la Amsterdam. Soțul ei a rămas apoi doi ani la Amersfoort. Ea s-a ascuns la zece adrese în acest timp, în principal la Haga și Voorburg.
Philips a fost căsătorită cu Sam Goudeket, cu care a avut trei copii. Istoricul și parlamentarul Judith Belinfante și muzicianul Joost Belinfante au fost nepoții ei.

## Omagii
După moartea ei, a fost decernat anual din 1951 până în 1975 un premiu literar care i-a purtat numele. Premiul Marianne Philips a fost instituit în anul 1951 de către soțul ei. Erau eligibili autorii care aveau vârsta de cel puțin cincizeci de ani și erau creativi încă, dar ale căror lucrări nu au beneficiat de o popularizare substanțială. 
În Țările de Jos sunt patru străzi numite după ea. În orașul ei de reședință, Bussum, unde a îndeplinit funcția de consilier, se află „Marianne Philipslaan”, în Amsterdam, unde s-a născut și s-a ascuns în timpul războiului, există „Marianne Philipsstraat”, în Amstelveen „Marianne Philipslaan” și în Haarlem „Marianne Philipsplantsoen”.

## Trivia
Tânăra diaristă Anne Frank menționează într-o notă datată 29 iulie 1943 din jurnalul ei că dl. Dussel (dentistul Fritz Pfeffer) i-a recomandat în mod special ei și surorii ei, Margot, să citească romanul Henri van den overkant (1936) al Mariannei Philips, pe care o considera o carte excelentă. „Lui Margot și mie nu ni s-a părut însă nici pe departe excelentă. Personajul băiatului era bine schițat, însă restul... mai bine tac”, a sunat remarca Annei către Dussel, ceea ce l-a făcut pe bărbat să-i adreseze o cantitate mare de reproșuri cu privire la capacitatea ei de a înțelege psihologia masculină.

## Scrieri
- 1929 - De wonderbare genezing, roman
- 1930 - De biecht, roman
- 1932 - De jacht op de vlinder, nuvelă
- 1934 - Bruiloft in Europa, roman
- 1935 - Het oogenblik, roman
- 1936 - Henri van den overkant, roman
- 1937 - Tussen hemel en aarde, nuvele
- 1940 - De doolhof, roman
- 1950 - De Zaak Beukenoot, nuvelă